# Hemicordulia africana
Hemicordulia africana – gatunek ważki z rodziny szklarkowatych (Corduliidae). Występuje we wschodniej i południowo-wschodniej Afryce – od Ugandy na południe po wschodnią RPA.
Gatunek ten opisał w 2007 roku Klaas-Douwe B. Dijkstra. Populację tę wcześniej uznawano za Hemicordulia asiatica, ale te dwa taksony różnią się szczegółami morfologii. Holotyp (samiec) i paratyp (samica) zostały odłowione w lesie Katera w Ugandzie w 1953 roku.
W RPA imago lata od października do końca marca. Długość ciała 44–45 mm. Długość tylnego skrzydła 37,5–38 mm.